# The Match - La grande partita
The Match - La grande partita (The Match) è un film del 2021 diretto da Dominik e Jakov Sedlar.
La pellicola è tratta da una storia vera.

## Trama
Primavera del 1944. Durante una festa un comandante delle SS riconosce tra i presenti Laszlo Horvath, ex giocatore di calcio della nazionale ungherese, e gli propone una sfida; Laszlo la vince e il comandante, frustrato dalla perdita, lo rapisce e lo porta in un campo di concentramento.
Frustrato, Laszlo è insubordinato agli ordini dei nazisti e gli altri detenuti cercano di fargli capire che in quel campo non stanno poi così male come negli altri; all'ennesima insubordinazione rischia la vita ma viene graziato dall'arrivo al campo del colonnello Franz. Quest'ultimo lo informa che sta organizzando una partita di calcio tra una squadra nazista d'élite e una squadra di detenuti per commemorare il compleanno di Adolf Hitler, e vuole che Laszlo giochi e scelga i propri compagni di squadra. Laszlo ne parla quindi con gli altri detenuti trovando l'appoggio di Karolyi, anche lui ex giocatore, con il quale avanzano delle richieste al colonnello per preparare al meglio la partita; avere delle razioni di cibo maggiori, fare meno lavori per allenarsi, avere uno scambio di lettere con l'esterno più frequente e poter cercare persone che sappiano giocare anche in altri campi di concentramento della zona. Franz, inizialmente contrario, decide di accettare le richieste di Laszlo e Karolyi. I due iniziano le ricerche e trovano i tredici uomini concessi dal colonnello per la partita, a questi Laszlo aggiunge Branko, un ragazzino che stava subendo angherie da un generale nazista.
La squadra così formata comprende solo tre ex calciatori, compreso Laszlo, ed iniziano la preparazione. Allarmato dal loro affiatamento, il colonnello prova a far uscire dalla squadra Sandor facendogli temere per l'incolumità della moglie; lui però decide di rimanere con gli altri detenuti, ma quando le preoccupazioni si fanno più intense chiede di parlare con Franz per cambiare la decisione ma non gli viene concesso, così decide di fuggire durante la notte ma nel tentativo viene assassinato.
Il giorno della partita i detenuti vengono portati allo stadio e nonostante la quasi totalità del pubblico sia contro di loro, con Laszlo come capitano, riescono a portarsi in vantaggio prima del finire del primo tempo. Durante l'intervallo il colonnello Franz da loro la garanzia di ottenere la libertà se decidono di perdere, ad eccezione di Laszlo che resterà detenuto; la squadra di prigionieri però è determinata a vincere, qualunque cosa accada.

## Distribuzione

### Data di uscita
Le date di uscita internazionali nel corso del 2020 sono state:
- 1º settembre in Polonia
- 2 settembre in Corea del Sud

Le date di uscita internazionali nel corso del 2021 sono state:
- 10 luglio in Regno Unito
- 16 agosto in Nuova Zelanda
- 29 ottobre negli Stati Uniti d'America
- 16 novembre nelle Filippine
- 16 dicembre in Brasile (A Disputa)

Le date di uscita internazionali nel corso del 2022 sono state:
- 23 maggio in Germania
- 13 luglio in Italia

### Edizioni home video
In Italia la Eagle Pictures ha immesso sul mercato una versione combinata contenente sia la versione DVD che la versione Blu-Ray il 18 maggio 2022 con codice EAN 8031179996001, anticipando la messa in onda televisiva avvenuta il 17 luglio successivo.

## Accoglienza

### Incassi
Il film ha incassato un totale mondiale di 4261 $.

## Riconoscimenti
- 2021 – Madrid International Film Festival
  - Miglior trucco e acconciatura a Sanja Hrstić Kutlerovac
  - Miglior attore non protagonista in un lungometraggio in lingua inglese a Viktor Kulhanek
  - Miglior attore protagonista in un lungometraggio in lingua inglese a Franco Nero
- 2022 – InterContinental Music Awards[5]
  - Candidato alla migliore canzone a Dalibor Grubacevic
- 2022 – Global Music Awards
  - Miglior colonna sonora a Dalibor Grubacevic